# 대원대일통지
《대원대일통지》(大元大一統志)는, 약칭 《대일통지》(大一统志)라고도 하며, 원 왕조 시절 편찬된 지리지이다. 중국에서 가장 방대한 분량의 지리지로 간주된다.

## 편찬
- 원 왕조의 관리였던 회회인 자말 앗 딘이 원 왕조의 공식 지리지 편집을 제안하고 우응룡(虞應龍)과 협력하여 편집 조직을 이끌었다. 쿠빌라이 칸(원 세조) 지원 22년(1285년)부터 시작된 작업은 지원 32년(1294년) 755권의 초안을 완성하기까지 9년이 걸렸다.
- 후에 《운남도지》(雲南圖志)、《감숙도지》(甘肅圖志)、《요양도지》(遼陽圖志)를 더 얻어서 중수가 이루어졌는데, 불라르기(孛蘭盻), 악현(岳鉉) 등이 편집 작업을 맡아, 올제이투 칸(원 성종) 대덕 7년(1303년) 전질이 완성되었다. 총 1300권 600책으로, 책에는 대원대일통지라는 이름이 붙었다.
- 완성된 책은 비부(비서감)에 소장되었으며 원 순제 지정 6년(1346년) 항저우에서 판각이 시작되었다. 후에 허유임(許有壬)이 이 책의 서문을 지었다.

## 구성
《대원대일통지》에 기록된 각 노(路), 주와 현의 내용은 앞서 편찬된 당대의 《원화군현도지》, 송대의 《태평환우기》, 《여지기승》 등의 책으로부터 가져온 것이 많다. 그 가운데 장강 이남의 각 행성들의 경우는 《여지기승》 및 송, 원 양대의 기타 지리지에서 따온 곳이 많고, 장강 이북의 각 성에 대해서는 《원화군현도지》, 《태평환우기》 및 금, 원의 지리지에서 따온 부분이 많다.
개요는 행성(行省), 건치연혁(建置沿革), 방곽향진(坊郭鄉鎮), 이지(里至), 산천(山川), 토산(土產), 풍속형승(風俗形勝), 고적(古蹟), 환적(宦跡), 인물(人物), 그리고 선석(仙釋) 등으로 나뉘어 소개하고 있다.

## 유포 과정
- 1285년에 《대원대일통지》가 편찬되기 시작했다. 자말 앗 딘과 우응룡 등이 편집을 맡았다.
- 1294년에 755권으로 첫 번째 초안이 완성되었다. 그리고 후속 중수가 이루어졌고 불라르기, 악현 등이 편집했다.
- 전체 책은 1303년에 완성되었으며 총 1300권 600책이었다. 그리고 책에는 《대원대일통지》라는 이름이 붙여졌다.
- 《대원대일통지》의 판각은 1346년 항주에서 시작되었으며, 허유임은 나중에 이에 대한 서문을 썼다.
- 명대의 《문연각서목》(文淵閣書目)에는 《대원대일통지》를 두 부분에서 기록했다. 하나는 182책, 다른 하나는 600책인데 권수가 기록되어 있지 않다. 그러나 역사가들은 600책을 기반으로 하고 있는데, 《문연각서목》이 막 완성되었을 때인 명 가정(嘉靖) 연간에도 《대원대일통지》가 처음 편찬되었을 때와 같은 600책 전질로 남아 있었던 것이 된다.
- 그러나 중화인민공화국 시대의 《대원대일통지》의 잔본은 《요해총서》(遼海叢書)와 《현람당총서》(玄覽堂叢書)에 수록된 것을 포함하여 44권에 불과하며, 이는 원래 《대원대일통지》가 편찬되었던 당시의 전질 5% 미만이다. 그리고 일부 책은 불완전하거나 2-3 페이지밖에 남아 있지 않다. 이 조각들은 중국국가도서관과 개인 수집가들에 의해 수집되었다.

## 관련 도서
- 원 문종 대에 편찬된 《경세대전》(經世大典)의 '도읍' 부분은 《대원대일통지》에 기초하고 있다.
- 명대의 관찬 지리지인 《대명일통지》와 《환우통지》(寰宇通誌)는 《대원대일통지》를 참조하였으며, 《대원대일통지》의 원문을 인용하기도 하였다.
- 《영락대전》(永樂大典)에는 《대원대일통지》의 많은 문헌이 기록되어 있다. 훗날 《요동지》(遼東志), 《만주원류고》(滿洲源流考), 《열하지》(熱河志), 《건륭성경통지》(乾隆盛京通志), 《몽고유목기》(蒙古遊牧記), 《가경사천통지》(嘉慶四川通志), 《호북통지》(湖北通志), 《건륭동창부지》(乾隆東昌府志), 《가경연안부지》(嘉慶延安府志), 《일하구문고》(日下舊聞考) 및 《우곡문존》(愚谷文存) 모두 《대원대일통지》의 원문을 인용하고 있다. 하지만 학자들은 이들이 인용한 기록은 《대원대일통지》 자체가 아니라 《영락대전》에서 인용한 것으로 보고 있다.
- 청대 선통 3년에 유성추(聊城鄒)의 석인본 지정집 제35중에는 원대 허유임이 쓴 《대원대일통지》의 서문인 대일통지서가 실려 있다.
- 근대학자인 진위푸(金毓黻)가 《대원대일통지》 잔본 15권과 집본 4권을 모아 정리하기도 하였다.
- 학자 조만리는 《원사》 · 지리지를 개략으로 삼고, 《대원대일통지》의 원대 각본의 잔질, 각 집안에 사본과 여러 책에서 인용된 내용들을 한데 모아서 10권으로 엮어 《원일통지》(元一統志)를 편찬했다. 1966년 북경의 중화서국에서 이 책을 출판하였다.

## 참조
- 중국 백과사전 "대원대일통지" 항목.
- 중국 과학사에서의 자말 앗 딘